# Нижегородский завод шампанских вин

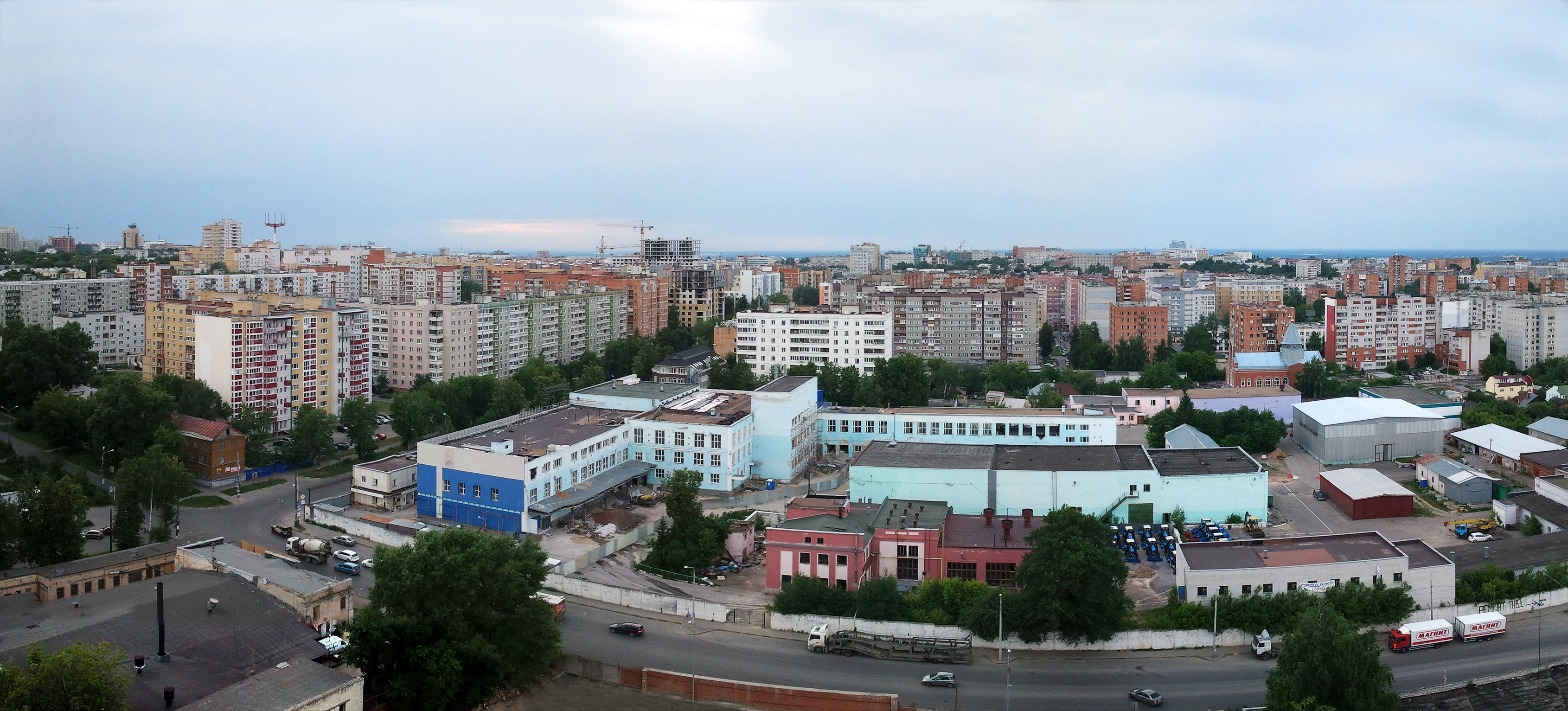
Вид на корпуса НЗШВ

ОАО «Нижегородский завод шампанских вин» (НЗШВ) — предприятие, производившее шампанские и виноградные вина, поставлявшиеся в более чем 40 регионов России. Было расположено на территории Советского района города Нижнего Новгорода. Более известен как «Горьковский завод шампанских вин» (ГЗШВ).

## История
28  июля 1936 года состоялось заседание Политбюро ЦК КПСС, на котором было принято решение о строительстве заводов по производству шампанских вин в крупных городах страны. Первым стал Ростовский комбинат шампанских вин (1937), после него началось строительство завода в Горьком. Постановлением правительства СССР от 28 февраля 1939 года уже строящийся винзавод Наркомпищепрома РСФСР был передан Наркомпищепрому СССР для организации производства шампанских вин.
Первая продукция была выпущена 13 сентября 1940 года. В 1940 году было выпущено 332219 бутылок шампанского, к этому времени было введено в действие только 14 акратофоров. Ещё 6 акратофоров были сданы в первом квартале 1941 года. При сравнительно небольшом плане выпуска шампанского на заводе работало свыше 240 человек, поскольку почти на всех операциях преобладал ручной труд.
Война, начавшаяся в 1941 году помешала завершению строительства завода. По призыву — «Все для фронта, все для победы», завод с первых дней войны стал работать по режиму военного времени. Основные цеха были переведены на круглосуточную работу — по 12 часов в смену. В. М. Сорокин и В. Г. Князев возглавили переспециализацию завода на выпуск продукции для фронта, а так же производства сухого спирта и водки (в годы Великой Отечественной войны завод занимался производством бутылок с зажигательной смесью — коктейлем Молотова для фронтовых нужд. На территории завода хранилась коллекция крымских вин, эвакуированная с захваченных немецкими войсками территорий).
В начале 1942 года из-за мобилизации численный состав завода сократился и составлял 218 человек, в основном из женщин, подростков лет 14-15 и мужчин непригодных для военной службы.
Субботники и воскресники были организованы для строительства оборонных объектов, благоустройства города, разгрузки барж — что являлось нормой для жителей города военного времени.
27 октября 1944 года была принята первая очередь Горьковского завода шампанских вин.
6 июля 1945 года был утвержден устав завода, организованного для производства и сбыта «Советского шампанского».
В 1948 году началась большая работа по замене деревянных бутов для вина на эмалированные цистерны и по механизации трудоемких процессов.
23 августа 1945 года — проведена государственная регистрация завода. Уставной фонд был определен в размере 9770 тысяч рублей.
В 1949 году установлено ещё 12 акратофоров, общее количество в конце года достигло 44 шт. На основании распоряжения Главвино МПП СССР от 30 июля 1949 года под руководством Григория Васильевича Горло было проведено испытание метода непрерывной шампанизации, предложенного профессором Г. Г. Агабальянцем и доцентом А. А. Мержанианом. В качестве напорных резервуаров были использованы два ресивера ёмкостью по 1,8 кубометра каждый. Для предупреждения соприкосновения с металлом ресиверы были покрыты внутри бакелитом на Ленинградском химическом комбинате.
В 1950 году приступили к монтажу опытной установки. На заводе смонтированы напорные резервуары и составили батареи бродильных резервуаров, последовательно соединив 5 акратофоров.
15 апреля 1950 года совещанием руководства завода было принято решение начать испытание акратофора с 16 апреля 1950 года.
Испытание проходило с 16 апреля по 14 июля 1950 года от завода приняли участие: Байлук В. В. (главный шампанист), Горло Г. В. (начальник биохимического цеха), Алексеев Г. В. (главный механик), Лебедюк Н. З. (начальник ОТХМК) и другие. На основании испытаний был составлен отчет, в выводах которого было отмечено: результат трехмесячных испытаний производственно-опытной установки непрерывной шампанизации в условиях ГЗШВ показывает практическую осуществимость шампанизации вина в непрерывном потоке. Данный метод шампанизации вин — являлся инновационным способ производства шампанских вин.
Дальнейшее испытание нового прогрессивного метода было перенесено на Московский завод шампанских вин и в 1958 году там была введена в действие первая в отечественной и мировой практике промышленная установка непрерывной шампанизации.
Летом 1960 года на заводе была сдана в эксплуатацию третья линия непрерывной шампанизации.
24 января 1961 года комитет совета ВДНХ СССР за перевод завода на метод непрерывной шампанизации и освоение новой технологии наградил коллектив предприятия Дипломом первой степени, а главный инженер предприятия Горло Григорий Васильевич был удостоен золотой медали.
В 1961 году по предложению Майорова Б. С. в отделении по подготовке вина к шампанизации была внедрена выдержка купажей в потоке на дрожжах с целью обескислороживания.
В 1962 году были введены в действие четвертая и пятая линии непрерывной шампанизации.
В 1963 году завод полностью перешел на поточное производство шампанских вин.
В декабре 1964 года за полный перевод завода на непрерывную шампанизацию постановлением комитета совета ВДНХ СССР коллектив завода был отмечен дипломом второй степени. Горло Г. В., Кузин А. А., Макаров Ю. были награждены бронзовыми медалями ВДНХ СССР, а Майоров Б. С. удостоен серебряной медали.
1968 год смонтирована и сдана в эксплуатацию первая импортная автоматическая линия мойки, розлива, отделки шампанского, производительностью на 3000 бутылок в час.
В 1971 году всем четырем наименованиям изготавливаемым заводом шампанского был присвоен государственный Знак качества .
1974 год смонтированы и сданы в эксплуатацию 4 линии приготовления шампанского в непрерывном потоке.
1976 год пущена в эксплуатацию вторая импортная линия автоматической мойки и розлива (фирма Энтцингер Нолл — ФРГ).
В 1980 году на заводе был применён метод сверхвысоких концентраций дрожжей. Во время антиалкогольной кампании завод был вынужден перейти на производство безалкогольного детского газированного напитка «Крюшон».
В 1990-х годах завод запустил производство водки «Нижегородская», «Старый Нижний» и «Золотой корень» очень высокого качества.
В 2013 г. предприятие ликвидировано, в цехе розлива создан торговый центр, в других помещениях — склады и подсобки.

### Банкротства и ликвидация
Перестроечные годы были достаточно тяжёлыми для завода. Неэффективный способ бартерного обмена с поставщиками сырья привёл к росту задолженностей предприятия. В середине 1990-х завод объявил о своём банкротстве.
Главным кредитором завода оказалось возглавляемое Ю. В. Лисенковым ООО «Форт», которое занималось поставками тары для завода. Совет кредиторов во главе с Лисенковым отстранил от руководства прежнего директора Павла Сохана и назначил вместо него Лисенкова.
Под руководством нового директора завод сумел почти полностью расплатиться с кредиторами. В 2002 году предприятие стало первым и единственным среди виноделов лауреатом V торжественной церемонии награждения премией «Российский Национальный Олимп» в номинации «Выдающиеся предприятия Среднего и Малого Бизнеса».
В 2000-х годах завод работал с хроническим убытком: в 2006 году чистый убыток составил 18,92 млн руб., в 2007 — 8,93 млн руб., в 2008 — 19,09 млн руб. За год с начала 2009 года потерял около 40 % объема производства. На 11 мая 2010 года завод задолжал своим работникам 12,7 млн руб. заработной платы. 18 мая Арбитражный суд Нижегородской области принял к рассмотрению заявление НЗШВ об очередном банкротстве. В июле 2010 года предприятие было признано банкротом. 14 июня 2013 г. предприятие ликвидировано в связи с банкротством. Основное здание переформатировано в торговый центр, прочие корпуса распроданы под складские нужды.

## Награды
1958 г. — Серебряные медали получили сорта «Полусухое» и «Сладкое» на Всесоюзной дегустации в Москве. ВДНХ СССР.

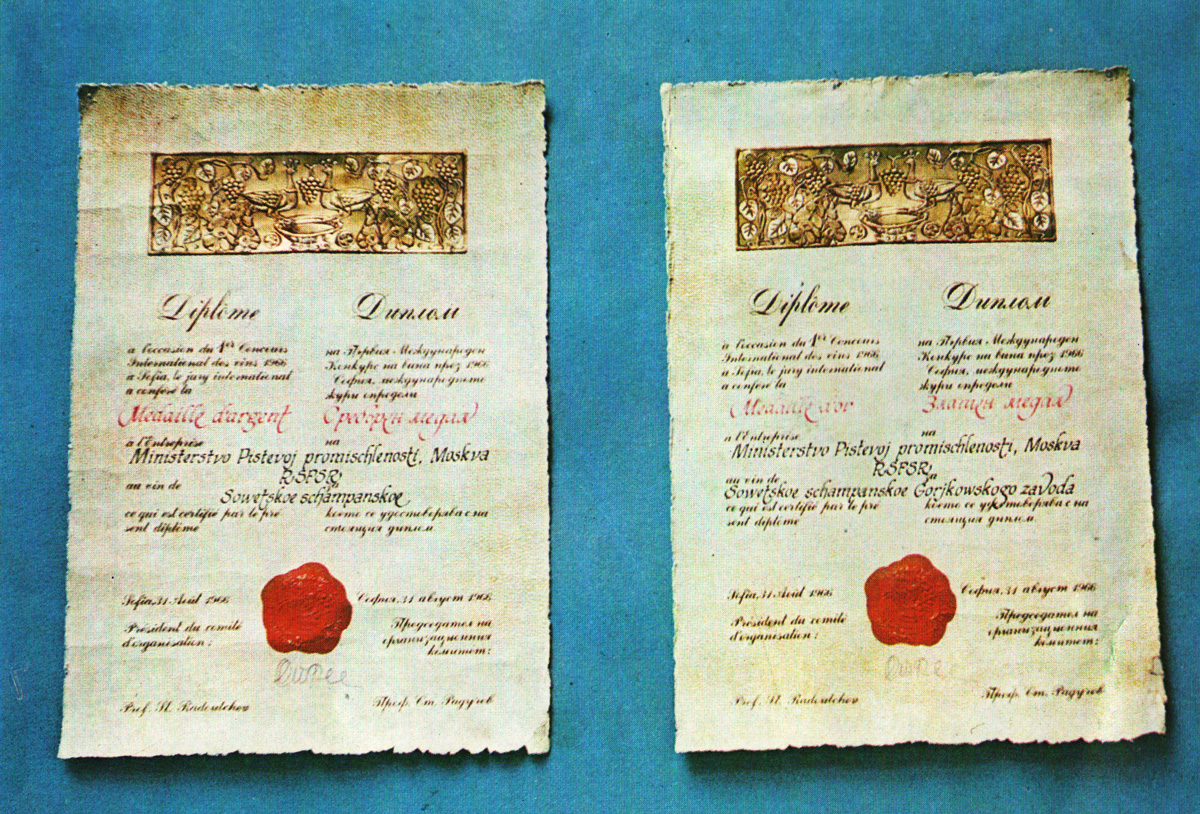
Дипломы международных конкурсов ГЗШВ

24 января 1961 г. — Диплом первой степени ВДНХ СССР за перевод завода на метод непрерывной шампанизации и освоение новой технологии.
9 сентября 1965 г. — Две Золотые медали получили 2 сорта шампанского на Всесоюзной дегустации в Москве. ВДНХ СССР.
1965 г. — Диплом I степени и Золотая медаль Международного конкурса вин (Тбилиси).
1966 г. — «Советское шампанское» ГЗШВ награждено Золотой медалью на международном конкурсе вин в Софии.
1966 г. — Диплом и Золотая медаль VI Международного конкурса в Будапеште.
1970 г. — Диплом и Золотая медаль II Международного конкурса Вин в Ялте присвоены «Советскому шампанскому» сорт Сухое.

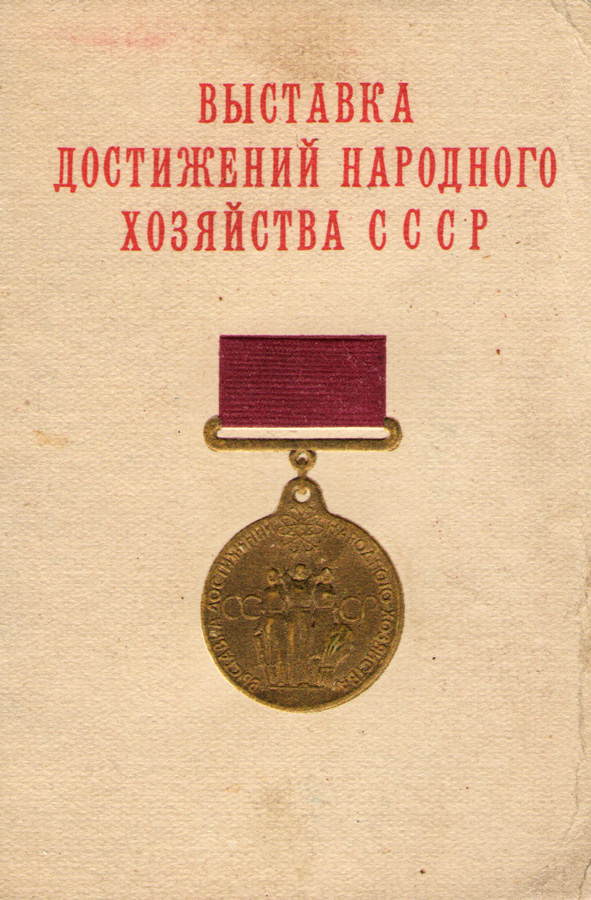
Золотая медаль ВДНХ

1970 г. — Диплом и Серебряная медаль II Международного конкурса Вин в Ялте присвоены «Советскому шампанскому» сорт Полусухое.
1971 г. — Диплом и Золотая медаль III Международного конкурса Вин в Ялте присвоены «Советскому шампанскому» сорт Сухое.
1971 г. — Золотая медаль Братиславского конкурса вин.

## Бывшие собственники и руководство
По состоянию на май 2010 года владелец 100 % акций предприятия — его генеральный директор Юрий Лисенков.
По состоянию на первый квартал 2007 года председателем совета директоров, состоящего из 6 членов, являлся Кузнецов Николай Васильевич.

## Деятельность
Основными отраслевыми направлениями предприятия являлись:
- производство этилового спирта из сброженных материалов (код ОКВЭД 15.92);
- производство виноградного вина (15.93);
- оптовая торговля алкогольными напитками, кроме пива (51.34.21);
- розничная торговля алкогольными напитками, кроме пива (52.25.11);

Основная деятельность: производство, хранение и поставка продукции собственного изготовления в соответствии с выделенной квотой на закупки этилового спирта их пищевого сырья, действующим законодательством, правовыми актами, нормативной документацией.
Основными поставщиками виноматериала являлись Сельскохозяйственный производственный кооператив «Янтарь» Ставропольского края и ЗАО Комбинат пищевых продуктов «Теучежский» (Республика Адыгея). ООО «Фирма Форт» занималась поставками стеклобутылок.

### Продукция
Предприятие производило около 35 наименований продукции, в том числе:
- Элегия. Российское шампанское
- Голицынские традиции. Российское шампанское
- Дворянское. Российское шампанское
- Российское шампанское. Российское шампанское
- Русское золотое. Российское шампанское
- Губернатор. Игристое вино
- Розовый жемчуг. Игристое вино
- Осенней стужи друг. Вино полусухое
- Рябиновые бусы. Вино полусладкое
- Гроздья рябины. Вино полусухое
- «Коньяк российский 3*», «Коньяк российский 5*». Коньяк
- «Нижегородская», «Старый Нижний», "Золотой корень". Водка

### Показатели деятельности
За 2009 год выручка предприятия составила 343,5 млн руб., чистый убыток — 19,09 млн руб.